# 科斯戈爾德 (加利福尼亞州)
科斯戈爾德（英語：Coarsegold）是位於美國加利福尼亞州馬德拉縣的一個人口普查指定地區。

## 地理
科斯戈爾德的座標為37°15′44″N 119°42′04″W / 37.26222°N 119.70111°W，而該地最高點為海拔高度676米（即2218英尺）。

## 人口
根據2010年美國人口普查的數據，科斯戈爾德的面積為28.459平方千米，均為陸地。當地共有人口1840人，而人口密度為每平方千米64人。